# 邦特 (北部省)
邦特（法語：Banteux，法語發音：[bɑ̃tø]）是法国上法蘭西大區北部省的一个市镇，属于康布雷区。

## 地理
邦特（50°3'41"N, 3°11'55"E）面积6.18 平方千米，位于法国上法蘭西大區北部省，该省份为法国最北部的省份及最长的省份，西北濒北海，西接加来海峡省，南至埃纳省和索姆省，东与比利时接壤。
与邦特接壤的市镇（或旧市镇、城区）包括：莱吕德维涅、维莱吉兰、维莱普卢伊什、邦图泽勒、戈讷略、埃斯科河畔奥讷库尔。

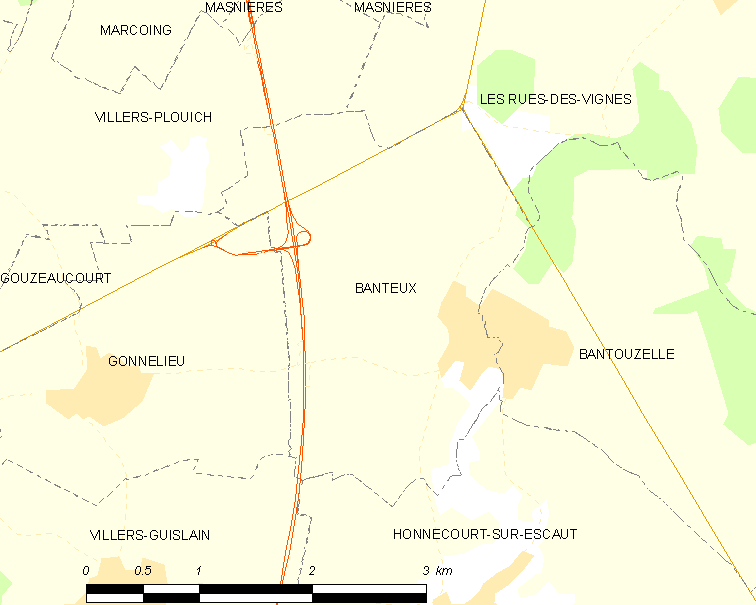
的OSM定位图

邦特的时区为UTC+01:00、UTC+02:00（夏令时）。

## 行政
邦特的邮政编码为59266，INSEE市镇编码为59047。

## 政治
邦特所属的省级选区为勒卡托康布雷西县。

## 人口

1962-2008年间人口变化图示

邦特于2022年1月1日时的人口数量为343人。